# Подкидыш (фильм, 2019)
«Подкидыш» — российский комедийно-приключенческий художественный фильм, снятый в 2019 году на Киностудии имени М. Горького при поддержке Министерства культуры РФ. Является ремейком одноимённого советского фильма 1939 года.
Фильм о приключениях потерявшейся девочки в Москве. Пятилетняя Наташа так искренне и доверчиво относится к окружающим, что люди, встречаясь с ней, меняются к лучшему.

## В ролях
| Актёр                           | Роль                                 |
| ------------------------------- | ------------------------------------ |
| Малика Лапшина                  | Наташа                               |
| Виталий Герасимов               | брат Наташи Юра                      |
| Сергей Маковецкий               | таксидермист Альберт Иванович Шкурин |
| Павел Баршак                    | папа Наташи и Юры                    |
| Ирина Вербицкая                 | мама Наташи и Юры                    |
| Инга Оболдина                   | бизнесвумен Лёля Лазуткина           |
| Сергей Рудзевич                 | муж Лёли Коля                        |
| Виктор Логинов                  | телеоператор Лёня                    |
| Юлия Топольницкая               | няня Наташи Ариша                    |
| Юрий Назаров                    | пенсионер Михалыч                    |
| Марат Абдрахимов                | строитель-гастарбайтер Салахат       |
| Алина Ланина                    | хозяйка Одри Нина                    |
| Александр Асташёнок             | муж Нины Никита                      |
| йоркширские терьеры Капа и Чупа | собака Нины Одри                     |

## Отзывы
«Курская правда», № 132, 31 октября 2019: «„Подкидыш“-2019 — наивный, по-хорошему несовременный фильм, в котором при желании можно было бы найти массу недостатков».
Алексей Коленский, газета «Культура», 25.09.2019: «В современной версии ничейным „подкидышем“ оказывается столица нашей Родины, олицетворенная праздными, самовлюбленными, болтливыми городскими сумасшедшими без определённых занятий».